# Comuna Iarove, Kroleveț
Iarove (în ucraineană Ярове) este o comună în raionul Kroleveț, regiunea Sumî, Ucraina, formată din satele Iarove (reședința) și Zahorivka.

## Demografie
Componența lingvistică a comunei Iarove
     Ucraineană (98,17%)
     Rusă (1,42%)
Conform recensământului din 2001, majoritatea populației comunei Iarove era vorbitoare de ucraineană (98,17%), existând în minoritate și vorbitori de rusă (1,42%).